# 伊犁沙蜥
伊犁沙蜥（学名：Phrynocephalus alpherakii）一种分布于中华人民共和国新疆维吾尔自治区和哈萨克斯坦伊犁河流域地区的蜥蜴，隶属于鬣蜥科（飞蜥科）龙蜥属。本种原为乌拉尔沙蜥伊犁亚种（Phrynocephalus guttatus alpherakii），现视为独立物种。

## 保护
本种于2023年被收录入《有重要生态、科学、社会价值的陆生野生动物名录》。